# Plombières-les-Bains
Plombières-les-Bains település Franciaországban, Vosges megyében. Lakosainak száma 1571 fő (2022. január 1.). Plombières-les-Bains Aillevillers-et-Lyaumont, Bellefontaine, Le Clerjus, Saint-Nabord, Le Val-d’Ajol, Xertigny és Fougerolles-Saint-Valbert községekkel határos.

## Népesség
A település népességének változása:
| Lakosok száma | 1792 | 1699 | 1716 | 1678 | 1641 | 1604 | 1566 | 1571 | 1571 |
|               | 2013 | 2015 | 2016 | 2017 | 2018 | 2019 | 2020 | 2021 | 2022 |